# Кнут Гамсун
Кнут Га́мсун (норв. Knut Hamsun; 4 серпня 1859 — 19 лютого 1952, Нергольм) — норвезький письменник (справжнє ім'я — Кнут Пе́дерсен), лавреат Нобелівської премії з літератури за 1920 рік.

## Життєпис

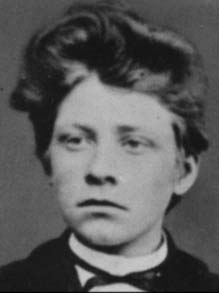
Кнут Гамсун в 1871 році.

### Ранній період життя та творчості
Кнут Гамсун народився 4 серпня 1859 року на хуторі Гамсунд у парафії Воґо (норв. Vågå), розташованій у сільськогосподарському районі Центральної Норвегії. Його батьки були фермерами. Дитинство Кнут провів у майже ідилічних умовах гармонії з прекрасною природою Норвегії. Однак незабаром через борги родини дев'ятирічному хлопцю довелося працювати на свого дядька. Родичі ставилися до нього погано: часто били і не давали їсти. Тільки серйозна хвороба дядька поклала край цим знущанням: 1873 року Кнут втік від родичів і почав працювати в магазині прикажчиком. Згодом спробував себе у ролі помічника ленсмана та на будівництві дороги. З 1875 року хлопець вів життя мандрівного торговця, потім влаштовувався до майстерні шевця в місті Буде.
Тут Кнут і завершив свій перший літературний доробок — повість «Загадкова людина. Нурландська любовна історія», що була опублікована 1877 року. Через рік він друкує велику баладу «Побачення». Обидва твори користувались популярністю у публіки, що привернуло до Педерсена увагу одного торговця. Благодійник надав юнакові матеріальну допомогу, і той вирушив у тогочасний центр культурного життя Скандинавії — Копенгаген. В цьому місті Кнут написав любовну історію з сільського життя під назвою «Фрида», однак видавці поставились до неї критично. Педерсен повернувся до Норвегії і звернувся по допомогу до відомого норвезького поета Б'єрнстьєрне Б'єрнсона. Втім, коли той відкрив «Фриду» і прочитав фразу «Юнак плакав», то звернувся до Кнута зі словами «Ах, юнак все ще плаче» і порадив письменнику-початківцю піти в актори. Після цієї невдачі Кнут спалив твір. «Фрида» започаткувала чорну смугу в житті письменника: декілька років він не міг знайти постійної роботи, жив на випадкові заробітки, друкуючи статті у столичних газетах, поступово розпродав усе своє майно, впавши у повне зубожіння.
Не маючи за плечима іншої освіти, крім сільської школи, Кнут багато читав, навчаючись основам письменницької майстерності самотужки. За літературний псевдонім він спочатку обрав назву рідного хутора, підписуючись Кнут Гамсунд. Однак випадково одну з газетних статей видали під прізвищем Гамсун. Це так сподобалось письменникові, що в подальшому він користувався лише ним. Однак літературна кар'єра не склалася, і в 1882 році у пошуках бодай якогось заробітку Кнут емігрував до Сполучених Штатів.
Тут йому довелось починати все з початку. Як і в ранньому дитинстві, в Америці Кнуту Гамсунові довелось спробувати різні професії: він батрачив на фермах, працював свинарем, конторщиком, прикажчиком. Однак досяг і певного успіху, увійшовши до кіл норвезької мігрантської інтелігенції. Втім, важка робота далася взнаки. У Гамсуна почалися горлові кровотечі, що змусило його повернутися до Норвегії, де він невдовзі одужав.
Під час перебування в Норвегії його талант розвинувся, в цей період письменник виступає з лекціями, у ході яких вражає слухачів яскравою манерою висловлювань і навіть наважується критикувати найвищий авторитет норвезької літератури — Генріка Ібсена. В цей же час відбулося і його знайомство з творами Фрідріха Ніцше. Однак 1886 року нестатки змусили Кнута Гамсуна повернутися до Америки. В Чикаго він працював кондуктором омнібуса, батрачив на фермах, а також співпрацював з норвезькими емігрантськими виданнями. Враження від побаченого він згодом втілить новелах «Закхей», «У дні поневірянь», «Жіноча перемога» і в сатиричному памфлеті «Духовне життя Америки». Після повернення до Норвегії останній твір надрукували в газетах у формі окремих нарисів, які привернули увагу читачів. У цей же час Кнут Гамсун у періодиці почав друкувати частини свого нового великого твору. Ця робота привернула увагу справжніх майстрів слова — поета Б'єрнстьєрне Б'єрнсона і літературознавця Георга Брандеса. Коли у 1890 році роман «Голод» був опублікований повністю, він відкрив Кнута Гамсуна світові великої літератури.

### На вершинах літературної слави

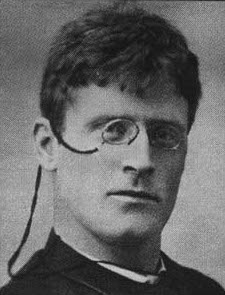
Кнут Гамсун у 1890 р.

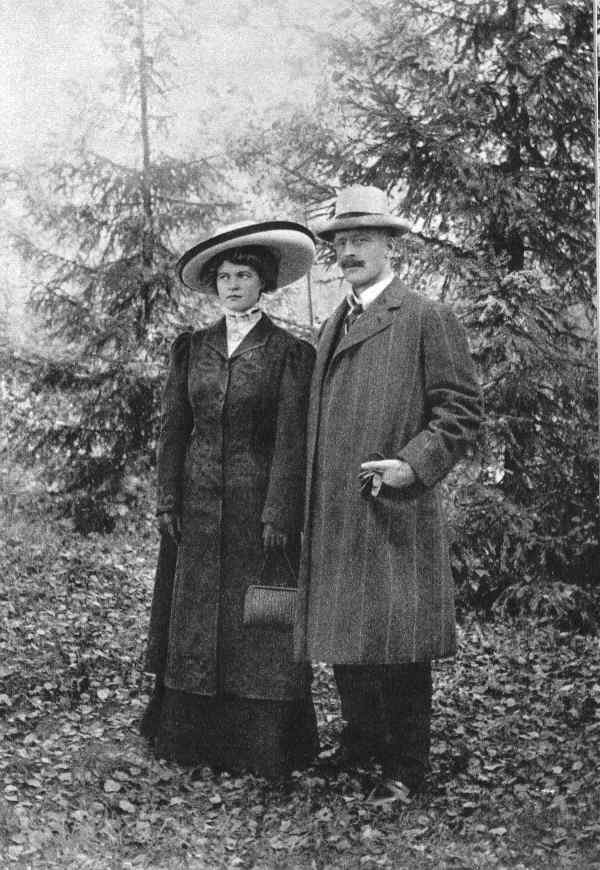
Кнут Гамсун з дружиною Мері. 1909 рік.

Після 1888 року письменник оселяється в Копенгагені. Перший роман письменника «Голод» (норв. Sult) (1890), в якому оповідалося про молодого письменника-журналіста без постійної роботи, що заробляє на прожиття випадковими статтями й конає від голоду, відразу ввів Кнута у число знаних письменників. Це був справді новаторський психологічний твір, що приніс йому славу. Через два роки Гамсун написав свій другий роман — «Містерії» (1892), який також став популярним серед читачів.
У 1898 році Гамсун одружується з Бергліот Бех. Цей шлюб тривав вісім років. В 1909 р. він одружується вдруге, з актрисою Марі Андерсен. Марі після весілля полишила кар'єру і залишалася з Гамсуном до кінця його життя. В 1911 р. подружжя купує ферму Нергольм, в якій Гамсун проведе решту свого життя. Незадовго до початку Другої світової війни письменник повернувся на свою малу батьківщину — в містечко Гамарей, поблизу якого лежав хутір Гамсунд. Трохи згодом разом з усією сім'єю він переїхав на південь, у Грімстад.
Гамсун не сприйняв індустріалізації, вважаючи цей процес в економіці країни ворожим повноцінному розвитку людської особистості і духовної волі. Позитивний розвиток особистості письменник пов'язував з патріархальним селянським життям, ідеалізуючи його. Це особливо яскраво відбилося в написаному після Першої світової війни романі «Плоди землі» (норв. Markens Grøde) (1917), за який він і одержав Нобелівську премію з літератури у 1920 році. Герой твору — селянин, що оселився в глухому лісі, постійно працює на землі й живе щасливим сімейним життям. Змучена війною Європа захоплено сприйняла цей роман.

### Останні роки життя
Під час Другої світової війни Гамсун із прихильністю ставився до політики Третього Райху, вважаючи Гітлера визволителем Європи. Це напряму корелювало з його різкою критикою політики Великої Британії. Хай там як, цю політику Гамсун підтримував частково: він притримувався консервативних поглядів. Є свідчення про його гостру полеміку з Гітлером під час обговорення питання незалежної Норвегії.
У період німецької окупації Норвегії письменник підтримував політику міністра-президента Відкуна Квіслінга та його партії «Національна єдність» (норв. Nasjonal Samling). Син митця Арільд Гамсун брав участь у боях на стороні німців в інтернаціональній дивізії СС «Вікінг». Після самогубства Гітлера Кнут Гамсун написав некролог, який прославляв, проте й іронічно критикував фюрера.
Після війни норвезький класик був звинувачений у колабораціонізмі та зазнав переслідувань. 26 травня 1945 року уже старого й глухого письменника було взято під домашній арешт і до 1948 року він був змушений перебувати у будинку для престарілих та на примусовому лікуванні у психіатричній лікарні.
Протягом 1946—1947 років тривав судовий процес. Відповідно до судової постанови від 19 грудня 1947 року, Кнут Гамсун був визнаний винним у співпраці з окупаційною владою та засуджений до виплати норвезькій державі 425 тисяч крон, що призвело до конфіскації значної частки його майна. Про ці події Гамсун написав згодом у книзі спогадів «На зарослих стежках» (1949). Вона стала сенсацією, адже дев'яносторічний письменник знову дарував світові твір, наповнений поезією і чарівністю життя, гумором й іронією.
Письменник помер 19 лютого 1952 року в Нергольмі. Повне п'ятнадцятитомне зібрання його творів вийшло у світ через два роки після його смерті.

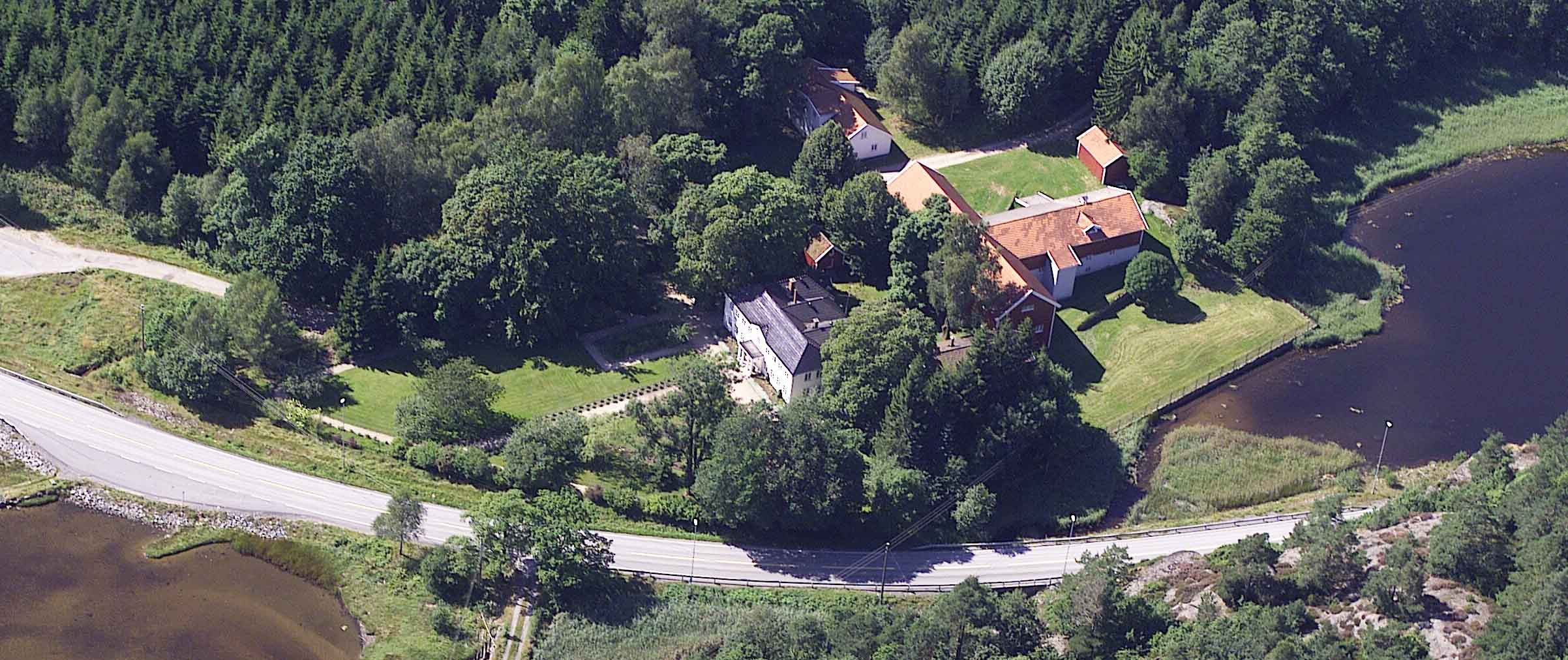
Садиба Нергольм

## Твори
Гамсун написав понад 30 романів; повісті, п'єси, оповідання, публіцистичні книги, вірші.
- «Загадкова людина. Нурландська любовна історія» (1877)
- «Побачення» (1878)
- «Голод» (1890)
- «Містерії» (норв. Mysterier) (1892)
- «Редактор Люнге» (норв. Redaktør Lynge) (1893)
- «Нова земля» (норв. Ny jord) (1893)
- «Смерть Глана» (норв. Glahns Død) (1893)
- «Пан» (норв. Pan) (1894)
- «Біля воріт королівства» (норв. Ved Rigets Port) (1895)
- «Гра життя» (норв. Livets Spil) (1896)
- «Вечірня зоря» (норв. Aftenrøde) (1898)
- «Вікторія» (норв. Victoria) (1898)
- «Цариця Тамара» (норв. Dronning Tamara) (1903)
- «В казковій країні» (норв. I Æventyrland) (1903)
- «Мрійники» (норв. Sværmere) (1904)
- «Під осінньою зіркою» (норв. Under Høststjærnen) (1906)
- «Беноні» (норв. Benoni) (1908)
- «Роза» (норв. Rosa) (1908)
- «Мандрівник грає під сурдину» (норв. En Vandrer spiller med Sordin) (1909)
- «Остання втіха» (норв. Den siste Glæde) (1912)
- «Діти часу» (норв. Børn av Tiden) (1913)
- «Містечко Сегельфосс» (норв. Segelfoss by) (1915)
- «Плоди землі» (альтернативний переклад назви «Соки землі», «Благословенство землі») (1917)
- «Жінки біля колодязя» (норв. Konerne ved Vandposten) (1920)
- «Остання глава» (норв. Siste Kapitel) (1923)
- «Бродяги» (норв. Landstrykere) (1927)
- «Аугуст» (норв. August) (1930)
- «А життя йде…» (норв. Men Livet lever) (1933)
- «Кільце змикається» (норв. Ringen sluttet) (1936)
- «На зарослих стежках» (норв. "Paa gjengrodde stier") (1949)

## Твори про Гамсуна в українській літературі
Колабораціоністська позиція Гамсуна під час Другої світової війни та суперечлива реакція на неї деяких прихильників його творчості, зокрема стали темою вірша Ліни Костенко «Високий норвежець, фіорди чистого розуму…».

## Фільми про Гамсуна
У 1996 році на екрани вийшов дансько-шведсько-норвезько-німецький фільм кінорежисера Яна Труеля «Гамсун» з Максом фон Сюдовим у головній ролі. У картині йдеться про останні 17 років життя норвезького письменника.

## Екранізації творів Кнута Гамсуна
- «Плоди землі[en]» (1921) за однойменним романом[10].
- «Коротке літо» (1962) (Швеція) за романом «Пан» данського режисера Б'ярне Хеннінга-Єнсена з Ярлом Куллє та Бібі Андерссон.
- «Голод[en]» (1966) (Норвегія — Данія — Швеція) данського режисера Хеннінга Карлсена з Пером Оскарссоном, який отримав Приз за найкращу чоловічу роль на Каннському кінофестивалі у 1966 році[11].
- «Беноні і Роза» (1973) (Норвегія) режисера Пера Бронкена з Кнутом Хусебю та Унні Ев'єн.
- «Містерії» (1978) (Нідерланди) з Рутгером Хауером та Сільвією Крістель в головних ролях.
- «Вікторія» (1988) (СРСР) латиського режисера Ольґертса Дункерса з Майєю Апіне в головній ролі.
- «Бродяги» (1989) (Норвегія) режисера Ули Солума з Хельге Йордалом в ролі Аугуста.
- «Телеграфіст» (1993) (Норвегія) за повістю «Мрійники» режисера Еріка Густавсона з Бйорном Флобергом в головній ролі.
- «Пан» (1995) (Данія — Норвегія — Німеччина) Хеннінга Карлсена з Лассе Колсрудом в ролі лейтенанта Глана.
- «Вікторія» (2013) (Норвегія) режисерки Торун Ліан з Якобом Офтебру та Ібен Акерлі.

## У філателії
Портрет класика норвезької літератури зображено на шведській поштовій марці 1920 року вартістю 1,40 крон та на норвезькій поштовій марці 2009 року вартістю 25 крон.

## Переклади українською
У 1930-х роках у львівському тижневику «Діло» вийшов переклад О. Яворівської оповідання Гамсуна «Жіноча перемога». Також у 1930-х на сторінках львівського твотижневика «Назустріч» з'явився переклад оповідання Гамсуна «Олександр і Олександра».
- Гамсун Кнут. Така собі проста муха (новеля). Переклад з норвезької: Осип Маковей. Львів: Літературно-науковий вістник. Річник II, том 5, ч. І., стор. 92—96. 1899.
- Гамсун Кнут. Голод (роман). Переклад з норвезької: не вказано. Львів: конволюта Українсько-руська Видавнича Спілка, 1899. —192 стор. (серія «Белєтристична бібліотека», № 7)[16] (переглянути у archive.org)
- Гамсун Кнут. Пан (роман). Переклад з норвезької: Леонід Пахаревський. — Київ: Друкарня 1-ї Київської Друкарської спілки, 1909. — 84 стор.
- Гамсун Кнут. Вікторія: історія одного кохання. Переклад з норвезької: Федь Федорців. — Львів: Шляхи, 1918. — 109 стор. (серія «Новітня бібліотека», ч. 30) (переглянути у HathiTrust)
- Гамсун Кнут. Голод. Переложив з норвезької: Михайло Катренко (М. С. Постолока). — Київ: Стерно (друкарня «Союзбанку»), 1919. — 173 стор.
- Гамсун Кнут. Голод (у перекладі Надії Суровцевої), Пан (у перекладі Леоніда Пахаревського), Вікторія (в перекладі Григорія Петренка). — Харків: ДВУ, 1928.
- Гамсун Кнут. Бродяги роман. Авторизований переклад з рукопису з останнім портретом Гамсуна і автографом до українського видання, перекладач не вказаний; обкладинка: Н. Алексєєв. — Харків: Книгоспілка, 1928. — 424 стор.[17]
- Гамсун Кнут. Вибрані твори у 2 томах. — Харків, Київ: Державне видавництво України. 1930.
  - Том 1 ?
  - Том 2: Містерії (роман). Переклад з норвезької: Вікторія Гладка та Катерина Корякіна (за редакцією Я. Савченка), 1930. — 239 стор.
- Гамсун Кнут. Мандрівні дні (оповідання). Переклад: Михайло Зеров (молодший брат Миколи Зерова). — Харків: Книгоспілка, 1926. — 77 стор.
- Гамсун Кнут. Під осінніми зорями (повість). Переклад: Іван Ставничий; передмова: М. Рудницького; обкладинка: П. Ковшуна. — Львів: Діло, 1937. — 152 стор. (серія «Бібліотека Діла», ч. 10).
- Гамсун Кнут. Вибрані твори. Переклад з норвезької Наталі Іваничук. Львів, Видавництво «Літопис», 2000. — 396 с. (Серія «Світова класика»). ISBN 966-7007-29-4
  - Таємниця Кнута Гамсуна. Передмова Наталії Антонюк
  - Пан. Повість
  - Смерть Ґлана
  - Вікторія. Повість
  - Голод. Повість
- Гамсун Кнут. // Відлуння самотності: Кнут Гамсун та контекст українського модернізму / Упоряд. Ю. Ємець-Доброносова. — Київ, Факт, 2003. — 472 с. ISBN 966-8408-25-X
  - Голод. Переклад Михайла Катренка (М. С. Постолока); стор. 25—180.
  - Пан. Переклад Леоніда Пахаревського; стор. 181—280.
- Гамсун Кнут. Містерії. Переклад з норвезької. Харків, «Фоліо», 2007. — 479 с. (Серія «Бібліотека світової літератури»). ISBN 978-966-03-3814-2
  - Ранній Гамсун: містерії життя і кохання. Передмова Дмитра Наливайка
  - Містерії. Переклад Галини Кирпи
  - Пан. Переклад Леоніда Пахаревського (за редакцією Галини Кирпи)
  - Смерть Ґлана. Переклад Галини Кирпи
  - Вікторія. Переклад Галини Кирпи
- Гамсун Кнут. На зарослих стежках. Переклад з норвезької Галини Кирпи. — Київ, Видавництво Жупанського, 2013. — 160 с. (Серія «Лауреати Нобелівської премії»). ISBN 978-966-2355-40-6
  - На зарослих стежках
  - Слово подяки на бенкеті з нагоди вручення Нобелівської премії
  - Додаток
    - Судова постанова у справі Гамсуна. Переклад А. Болабольченка
    - Гамсун, голод і колаборанство. Ростислав Доценко
    - Кнут Гамсун. Євген Маланюк
- Гамсун, Кнут. Син сонця [Текст] : оповідання зі збірки “Густий підлісок” (Kratskog, 1903) / пер. з норвезької Костянтина Буркута // Всесвіт : Незалежний літературно-мистецький та громадсько-політичний місячник. — 2025. — N 1/4. — С. 226-229.— ISSN 0320-8370.